# پرسیوال میتلند لورنس
سِر پرسیوال میتلند لورنس (انگلیسی: Perceval Maitland Laurence؛ ۲۰ آوریل ۱۸۵۴-۲۸ فوریه ۱۹۳۰) محقق کلاسیک انگلیسی بود که در آفریقای جنوبی به قضاوت می‌پرداخت و یکی از بانیان دانشگاه کمبریج به حساب می‌آمد. در سال ۱۹۳۰، کرسی استادی فلسفه باستان دانشگاه کمبریج را به افتخار او، استاد لورنس فلسفه باستان نام نهادند.